# Pseudopiptadenia inaequalis
Pseudopiptadenia inaequalis là một loài thực vật có hoa trong họ Đậu. Loài này được (Benth.) Rauschert miêu tả khoa học đầu tiên.